# Georg Bernhard

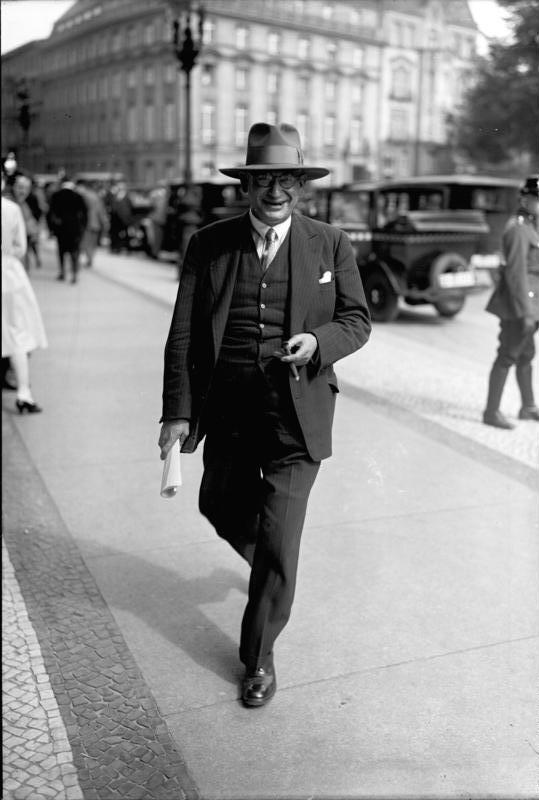
Georg Bernhard (1928)

Georg Bernhard, född 20 oktober 1875 och död 10 februari 1944, var en tysk nationalekonom och journalist.
Bernhard medverkade i ett flertal tidningar som Maximilian Hardens Die Zukunft 1901–1903, och grundade 1904 den ekonomiska veckotidskriften Plutus och blev 1913 chefredaktör för Vossische Zeitung, där hans politiska artiklar från första världskriget väckte stor uppmärksamhet. 1928 blev Bernhard hedersprofessor vid handelshögskolan i Berlin och invaldes samma år i riksdagen av demokratiska partiet. Bernhard ville göra näringslivet oberoende av staten genom att organisera de olika yrkesgrupperna i självständiga skatteförbund. Bland hans skrifter märks Der Verkehr in Weltpapieren (1903), Geld und Kredit (1903), Übergangswirtschaft (1918), Die Steuergemeinschaft (1921), Wirtschaftsparlamente (1923) samt Beamte und Republik (1925).